# Wilkiejmy
Wilkiejmy (deutsch Walkeim) ist ein Ort in der polnischen Woiwodschaft Ermland-Masuren. Er gehört zur Gmina Jeziorany (Stadt-und-Land-Gemeinde Seeburg) im Powiat Olsztyński (Kreis Allenstein).

## Geographische Lage
Wilkiejmy liegt in der nördlichen Mitte der Woiwodschaft Ermland-Masuren, 32 Kilometer westlich der früheren Kreisstadt Rößel (polnisch Reszel) bzw. 27 Kilometer nördlich der heutigen Kreismetropole und auch Woiwodschaftshauptstadt Olsztyn (deutsch Allenstein).

## Geschichte

### Ortsgeschichte
Gründungsjahr des weit gestreuten und vor 1820 Valkeim genannten Dorfes ist 1348: Am 19. April jenes Jahres verschrieb Bischof Hermann von Prag mehreren Prußen Land auf dem Felde von Wilkekaym. Im Jahre 1785 wurde Valkeim als köllmisches Dorf mit zwölf Feuerstellen erwähnt, im Jahre 1820 ebenfalls, aber mit 16 Feuerstellen bei 92 Einwohnern.
1874 kam Walkeim zum neu gebildeten Amtsbezirk Voigtshof (polnisch Wójtówko) im ostpreußischen Kreis Rößel. 1885 zählte das Dorf 154 Einwohner, 1910 waren es ebenso viele.
Am 15. August 1929 wurde der Amtsbezirk Voigtshof in „Amtsbezirk Walkeim“ umbenannt, so dass das Dorf nun auch Amtssitz war. 1933 belief sich seine Einwohnerzahl auf 309 und 1939 auf 301.
Als das gesamte südliche Ostpreußen 1945 in Kriegsfolge an Polen fiel, erhielt Walkeim die polnische Namensform „Wilkiejmy“. Es ist heute eine Ortschaft im Verbund der Stadt-und-Land-Gemeinde Jeziorany (Seeburg) im Powiat Olsztyński (Kreis Allenstein), von 1975 bis 1998 der Woiwodschaft Olsztyn, seither der Woiwodschaft Ermland-Masuren zugehörig.

### Amtsbezirk Walkeim (1929–1945)
Nach Auflösung bzw. Umbenennung des Amtsbezirks Voigtshof wurde Walkeim für 16 Jahre Sitz eines Amtsbezirks mit diesen Dörfern:
| Deutscher Name | Polnischer Name |
| -------------- | --------------- |
| Modlainen      | Modliny         |
| Walkeim        | Wilkiejmy       |

## Kirche
Bis 1945 war Walkeim in die evangelische Kirche Seeburg (Ostpreußen) (polnisch Jeziorany) in der Kirchenprovinz Ostpreußen der Kirche der Altpreußischen Union, außerdem in die römisch-katholische St.-Bartholomäus-Kirche der Stadt im damaligen Bistum Ermland eingepfarrt.
Wilkiejmy gehört katholischerseits weiterhin zur Pfarrei in Jeziorany, jetzt im Erzbistum Ermland gelegen, evangelischerseits zur Christus-Erlöser-Kirche Olsztyn (Allenstein) in der Diözese Masuren der Evangelisch-Augsburgischen Kirche in Polen.

## Verkehr
Wilkiejmy liegt an einer Nebenstraße, die bei Wójtówko (Voigtshof) von der Woiwodschaftsstraße 593 abzweigt und bis nach Potryty (Potritten) führt. Eine Anbindung an den Bahnverkehr besteht nicht.